# Kew Gardens Hills (Queens)
Pour les articles homonymes, voir Kew Gardens (homonymie).
Kew Gardens Hills est un quartier de la municipalité de New York, situé au cœur de l'arrondissement du Queens.

## Démographie
Composition ethno-raciale en 2010, :
- Blancs non hispaniques (53,9 %)
- Hispaniques et Latinos (14,8 %)
- Asiatiques (20,0 %)
- Noirs (7,6 %)
- Métis (3,1 %)
- Autres (0,6 %)

Selon l’American Community Survey, durant la période 2012-2016, 45,3 % de la population âgée de plus de 5 ans déclare parler l'anglais à la maison, alors que 19,6 % déclare parler l'espagnol, 7,2 % le russe, 4,1 % l'ourdou, 3,4 % une langue chinoise, 1,9 % l'hindi, 1,9 % le polonais, 1,6 % l'hébreu, 1,3 % le persan, 1,1 % une créole français, 1,1 % l'arabe, 1,0 % le hongrois, 0,9 % l'italien, 0,8 % le français, 0,6 % le tagalog, 0,6 % l’allemand et 7,6 % une autre langue.